# 黃耀江
黃耀江（1982年3月21日—），出生於廣東省廣州，是中國男子擊劍運動員。

## 生涯
黃耀江本生並非一開始就是擊劍運動員，在1994年至1996年時，他是在花都區訓練籃球運動的。後來，他在96年時進入廣州市偉倫體育學校改練劍擊。1999年，他入選廣東劍擊隊，張毅為他的教練。兩年後，他取得進入國家隊的資格，成為國家隊一員，教練為張永春。
2002年，黃耀江在西班牙舉行的世界盃分站(馬德里站)取得男子個人佩劍小項的亞軍，是他在國際性賽事的第一個獎項。2004年，在法國進行的世界盃，他取得男子團體佩劍小項的銀牌。同年8月的雅典奧運中，他與隊友周漢明、王敬之及陳峰在男子團體佩劍小項由於被法國隊擊敗，因而未能晉級半決賽。雖然如此，但他們在排名賽中最後以45:42戰勝主辦國希臘，排名第7，打破了中国男子佩剑队于1984年洛杉磯奧運创造的第8名的最佳成績。
2005年2月，黃耀江在全國冠軍賽第一站(上海)暨十運會劍擊預賽中以15:10擊敗同是來自廣東的國家隊隊友周漢明，贏得男子個人佩劍小項的錦標。4個月後的第二站賽事在黃的出生地廣州上映，最終，他在男子個人佩劍小項半決賽因傷退出，取得一面銅牌。9月先舉行的十運會劍擊賽事中，他與隊友在男子團體佩劍小項決賽以45:39壓過天津隊，首度染指全運會金牌。次年12月，他取得參與多哈亞運的資格，並在劍擊項目的男子團體佩劍小項決賽中拿下18分，使中國隊以45:44擊敗韓國隊，掄下一金。
2007年6月，黃耀江在美國拉斯維加斯舉行的世界準決賽以6分之差不敵意大利對手而被淘汰出局。

## 資料來源
1. ↑  .   [2007-07-04]. （原始内容存档于2005-11-17）.
2. ↑  .   [2007-07-04]. （原始内容存档于2017-10-20）.
3. ↑  .   [2007-07-04]. （原始内容存档于2007-09-30）.
4. ↑  .   [2011-12-02]. （原始内容存档于2012-07-13）.
5. ↑  男子佩劍世界盃美國站 王敬之擊敗奧運冠軍奪冠